# Діджей Бібб
Діджей Бібб почав свою кар'єру у 2013 році, збираючи музику та програючи її друзям. У 2015 році він купив свій перший DJ-контролер і почав грати на шкільних вечірках і днях народження друзів. У 2018 році Бібба запросили виступати в одному з найкращих музичних закладів у Батруні, відомому як HYPE.

## Раннє життя
Оскільки його ім’я ставало все ширшим і ширшим у Лівані, Бібб виступав майже в усіх клубах Лівану і зараз є резидентом у 4 клубах. Бібб не лише є діджеєм-резидентом у відомих клубах, але він завантажив власні мікси на більшість музичних платформ, охоплюючи слухачів з усього світу, а його мікси охоплюють до 600 тисяч потоків.

## Кар'єра
Додавши до всіх своїх досягнень, Бібб досяг того, щоб грати на радіо для NRJ Lebanon, відомого як найбільша та найкраща радіостанція в усьому світі , ставши одним із їхніх нових діджеїв-резидентів.

## Дискографія

### Одиночки
| Ні. | 'Назва музики      | Жанр | Рік  |
| --- | ------------------ | ---- | ---- |
| 01. | ПОП-ГІМН           | EDM  | 2022 |
| 02. | ВКАЖІТЬ ЇХ         | EDM  | 2022 |
| 03. | ЗАЛИШИТИСЯ В ЖИВИХ | EDM  | 2022 |
| 04. | ТРИВАТИ            | EDM  | 2022 |
| 05. | ЖИТТЄВА ГОЙДАЛКА   | EDM  | 2022 |
| 06. | TRANQUILO          | EDM  | 2022 |
| 07. | SWOOSH             | EDM  | 2022 |
| 08. | ОДНА ЛЮБОВ         | EDM  | 2022 |

## External Links
1. DJ Bibb on Google
2. DJ Bibb on Facebook
3. DJ Bibb on Instagram
4. DJ Bibb on YouTube
5. DJ Bibb on TikTok
6. DJ Bibb on Spotify
7. DJ Bibb on Anghami

## References
1. ↑  https://music.fandom.com/wiki/DJ_Bibb
2. ↑  https://rap.fandom.com/wiki/DJ_Bibb
3. ↑  Архівована копія. Архів оригіналу за 31 серпня 2022. Процитовано 31 серпня 2022.{{cite web}}:  Обслуговування CS1: Сторінки з текстом «archived copy» як значення параметру title (посилання)
4. ↑  https://harryht.medium.com/dj-bibb-has-showing-his-talent-through-his-music-in-industry-d12b8f7ef351
5. ↑  https://en.wikipedia.org/wiki/DJ_controller
6. ↑  https://en.wikipedia.org/wiki/Batroun
7. ↑  https://mondialpost.com/how-dj-bibb-start-his-career-must-read/
8. ↑  https://fadtribune.com/you-should-know-about-dj-bibb-anghamis-latest-star/
9. ↑  https://en.wikipedia.org/wiki/NRJ_(Lebanon)